# Alexander Harkam
Alexander Harkam (Graz, 1981. november 17. –) osztrák nemzetközi labdarúgó-játékvezető.	

## Pályafutása

### Nemzeti játékvezetés
A játékvezetésből 2001-ben Grazban vizsgázott. Vizsgáját követően 2001–2006 között a Grazi Labdarúgó-szövetség által üzemeltetett labdarúgó bajnokságokban kezdte sportszolgálatát. 2007-től az Osztrák Labdarúgó-szövetség (ÖFB) Játékvezető Bizottságának (JB) minősítésével asszisztens, 2008-tól az Erste Liga, 2009-től az Bundesliga játékvezetője. Küldési gyakorlat szerint rendszeres 4. bírói szolgálatot is végzett.
| Időpont              | Helyszín             | Mérkőzés típusa           | Mérkőzés                     | Eredmény |
| -------------------- | -------------------- | ------------------------- | ---------------------------- | -------- |
| 2009. szeptember 23. | Linzer Stadion, Linz | első Bundesliga mérkőzése | LASK Linz–SK Austria Kärnten | 3 – 1    |

### Nemzetközi játékvezetés
Az Osztrák labdarúgó-szövetség JB terjesztette fel nemzetközi játékvezetőnek, a Nemzetközi Labdarúgó-szövetség (FIFA) 2012-től tartja nyilván bírói keretében. A FIFA JB központi nyelvei közül a németet beszéli. Több nemzetek közötti válogatott, valamint Európa-liga és UEFA-bajnokok ligája klubmérkőzést vezetett, vagy működő társának 4. bíróként segített. UEFA JB besorolás szerint 3. kategóriás bíró. Válogatott mérkőzéseinek száma: 3 (2014).

#### Labdarúgó-Európa-bajnokság
A 2014-es U17-es labdarúgó-Európa-bajnokságon az UEFA JB bíróként foglalkoztatta.
| Időpont         | Helyszín                         | Mérkőzés típusa              | Mérkőzés                                     | Eredmény |
| --------------- | -------------------------------- | ---------------------------- | -------------------------------------------- | -------- |
| 2014. május 9.  | Gozo Stadion, Xewkija            | csoportmérkőzés (B. csoport) | Németország–Svájc                            | 1 – 1    |
| 2014. május 15. | Hibernians Stadion, Paola        | csoportmérkőzés (A. csoport) | Anglia–Hollandia                             | 0 – 2    |
| 2014. május 18. | Ta' Qali Nemzeti Stadion, Attard | egyik elődöntő               | Portugália–Angol U17-es labdarúgó-válogatott | 0 – 2    |

#### A magyar labdarúgó-válogatott mérkőzései (1902–1929)
| Időpont          | Helyszín       | Mérkőzés típusa              | Mérkőzés                | Eredmény | Nézők száma |
| ---------------- | -------------- | ---------------------------- | ----------------------- | -------- | ----------- |
| 2014. március 5. | ETO Park, Győr | felkészülési (885. mérkőzés) | Magyarország–Finnország | 1 – 2    | 14 000      |